# Germignonville
Germignonville est une ancienne commune française située dans le département d'Eure-et-Loir en région Centre-Val de Loire, devenue le 1er janvier 2016 une commune déléguée au sein de la commune nouvelle d'Éole-en-Beauce.

## Géographie

### Situation
Germignonville possède la propriété singulière de se situer au centre de gravité d'un triangle rectangle composé de trois anciennes voies romaines[Lesquelles ?].
Elle est également le lieu d'où sourdent les mystérieuses Conies de Germignonville et de Cambray, rivières fantasques qui ne coulent que ... si la nappe de Beauce est assez haute.

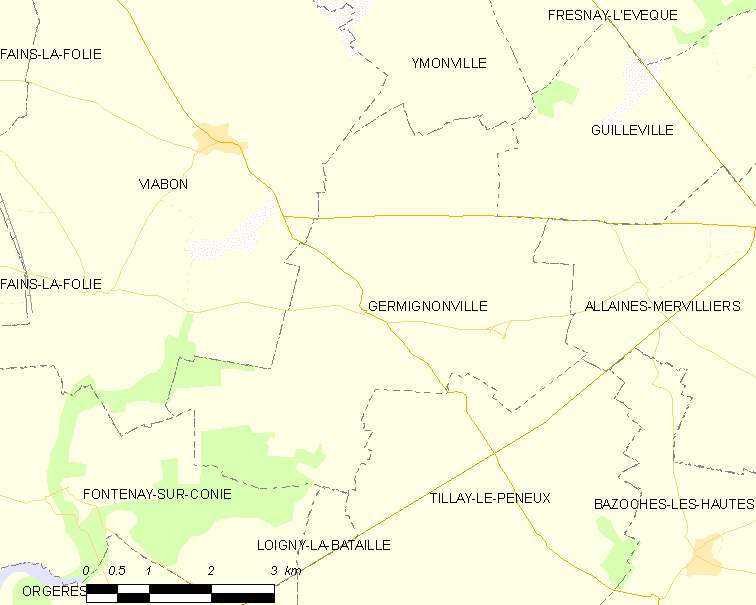
Carte de Germignonville et des communes limitrophes (2012).

### Communes limitrophes
| Viabon             | Ymonville        | Guilleville          |
| Fontenay-sur-Conie | Germignonville   | Allaines-Mervilliers |
| Loigny-la-Bataille | Tillay-le-Péneux |                      |

### Lieux-dits et écarts
- Saint-Léonard, ancien lieu de culte et de procession annuelle.
- Toulifaut, ancienne douane entre pays chartrain et dunois.
- Cambray : Cambray sur les plaques routières, Cambrai, sur les cartes routières, Combarius, camp romain, pour le professeur Ernest Nègre, Combrée, car encombré de roselières, l'origine du nom reste indécise et l'orthographe actuelle hésitante.
- Gauvilliers
- Sevestreville

## Toponymie
Germinonis Villa, Germenonis Villa, Germenouis Villa, Germeinunvilla, Germigionis Villa en 954, Germigonvilla en 1236[réf. nécessaire]

## Histoire
Le "trésor de Germignonville", est composé de trois kilos de pièces de monnaie romaines trouvées au nord-est de Marasson en 1921, ensemble dispersé. Les unes aboutirent dans la collection Fardet, d'autres dans la collection Nouel (celle-ci déposée aujourd'hui au musée des Sciences Naturelles d'Orléans).
En 954, rappelle Édouard Lefèvre, Mérouvilliers et Planchevilliers dépendaient alors de la paroisse de Germignonville, qui formait les limites du Dunois et du pays Chartrain.
Lazare de Chartres, dame et héritière de Germignonville, qui épousa vers 1480, Claude de la Haye. Leur descendante, Marie de la Haye, dame de Germignonville, épousa Adrien de Bouville, dont elle eut Samuel de Bouville, sieur de Germignonville ».

### Les «Chauffeurs d’Orgères» à Germignonville
C'est une histoire horrifique, mais tristement avérée :

« Nous laisserons de côté plusieurs attentats de peu d’importance, comparativement à ces derniers. Le 20 germinal an V (9 avril 1796), le Rouge-d'Auneau, François-le-Serrurier, Beauceron-la-Blouse, etc., conduits par le Beau-François, se présentent à la ferme de Boutet, sise à Saint-Léonard, commune de Germignonville. Ils s'introduisent à l'intérieur à l'aide des mêmes procédés (la bombe, ou pièce de bois balancée à bras), mais ne trouvant pas ce qu'ils espéraient d'argent, ils saisissent la femme Boutet et l'accablent de coups avec une telle inhumanité qu'elle est inondée de sang ; ils la traînent à la cheminée, où l'un d'eux venait d'allumer quelques gerbes de paille, lui présentent les pieds au feu et lui en tiennent un dans la flamme jusqu'à ce qu'elle ait dit en quels endroits était l'argent. Ils allèrent immédiatement à la cachette qu'elle leur indiqua et trouvèrent environ 700 francs. Surpris qu'il y eût si peu d'argent, ils menacent cette infortunée de la brûler de nouveau ; puis voyant leurs menaces sans résultat, ils s'emparent de Boutet que par plusieurs fois ils présentent au feu sans obtenir d'autres renseignements ; alors ils viennent à sa fille (sa femme, en langage moderne) et lui déclarent qu'ils vont la tuer si elle ne dit pas où est l'argent de la milice de son mari, qui s'était vendu en remplacement pour la réquisition ; ils la saisissent comme pour effectuer leurs menaces, lui mettent un rasoir sur le cou: " Coupez, leur dit-elle, je n'endurerai pas de mal si longtemps! ". Ils la laissèrent, partagèrent le butin et disparurent. »
La sinistre course de la bande prit fin au château voisin de Villeprévost, le 30 janvier 1798 où plus de 300 brigands furent enfermés par Amand-François Fougeron, juge de paix du canton d'Orgères.

## Politique et administration

### Liste des maires
| Période                                  | Période          | Identité         | Étiquette | Qualité |
| ---------------------------------------- | ---------------- | ---------------- | --------- | ------- |
| Les données manquantes sont à compléter. |                  |                  |           |         |
| mars 2001                                | 2014             | Bernadette Birre |           |         |
| mars 2014                                | 31 décembre 2015 | Michèle Legrand  | SE        |         |

## Population et société

### Démographie
L'évolution du nombre d'habitants est connue à travers les recensements de la population effectués dans la commune depuis 1793. À partir du 1er janvier 2009, les populations légales des communes sont publiées annuellement dans le cadre d'un recensement qui repose désormais sur une collecte d'information annuelle, concernant successivement tous les territoires communaux au cours d'une période de cinq ans. 
Pour les communes de moins de 10 000 habitants, une enquête de recensement portant sur toute la population est réalisée tous les cinq ans, les populations légales des années intermédiaires étant quant à elles estimées par interpolation ou extrapolation. Pour la commune, le premier recensement exhaustif entrant dans le cadre du nouveau dispositif a été réalisé en 2008,.
En 2013, la commune comptait 221 habitants, en évolution de −7,92 % par rapport à 2008 (Eure-et-Loir : +1,94 %, France hors Mayotte : +2,49 %).
| 1793 | 1800 | 1806 | 1821 | 1831 | 1836 | 1841 | 1846 | 1851 |
| ---- | ---- | ---- | ---- | ---- | ---- | ---- | ---- | ---- |
| 533  | 508  | 493  | 529  | 628  | 648  | 613  | 603  | 620  |

| 1856 | 1861 | 1866 | 1872 | 1876 | 1881 | 1886 | 1891 | 1896 |
| ---- | ---- | ---- | ---- | ---- | ---- | ---- | ---- | ---- |
| 670  | 693  | 734  | 691  | 692  | 668  | 651  | 635  | 628  |

| 1901 | 1906 | 1911 | 1921 | 1926 | 1931 | 1936 | 1946 | 1954 |
| ---- | ---- | ---- | ---- | ---- | ---- | ---- | ---- | ---- |
| 625  | 599  | 559  | 490  | 458  | 468  | 438  | 447  | 411  |

| 1962 | 1968 | 1975 | 1982 | 1990 | 1999 | 2008 | 2013 | - |
| ---- | ---- | ---- | ---- | ---- | ---- | ---- | ---- | - |
| 356  | 292  | 264  | 223  | 199  | 185  | 240  | 221  | - |

## Culture locale et patrimoine

### Lieux et monuments

#### Château de Cambray
Pour les articles homonymes, voir Cambray (homonymie).
 Inscrit MH (2004).

D'après Édouard Lefèvre, N. d'Oinville, était seigneur du Puiset, les Bordes, etc. et Cambray, château de la commune de Germignonville en 1575.
Lefèvre précise que Germignonville dépendait autrefois du Dunois.
En 1575, précisément le 28 mars, le noble Lambert, écuyer et conseiller du roi, rachète le château, ainsi que la ferme des Bordes au seigneur du Puiset, et prend le nom de Lambert de Cambray.

Le château de Cambray
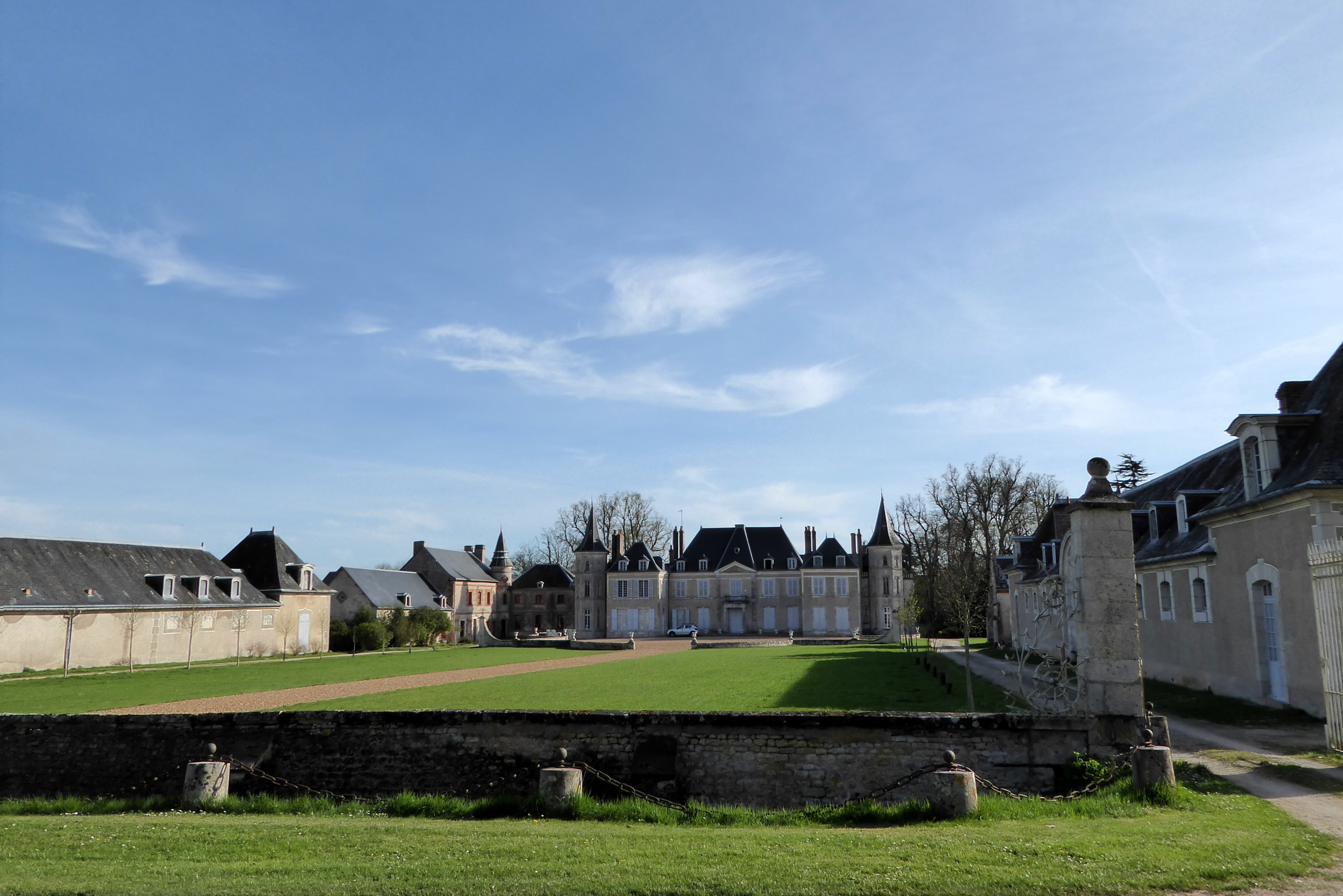
Le château de Cambray.
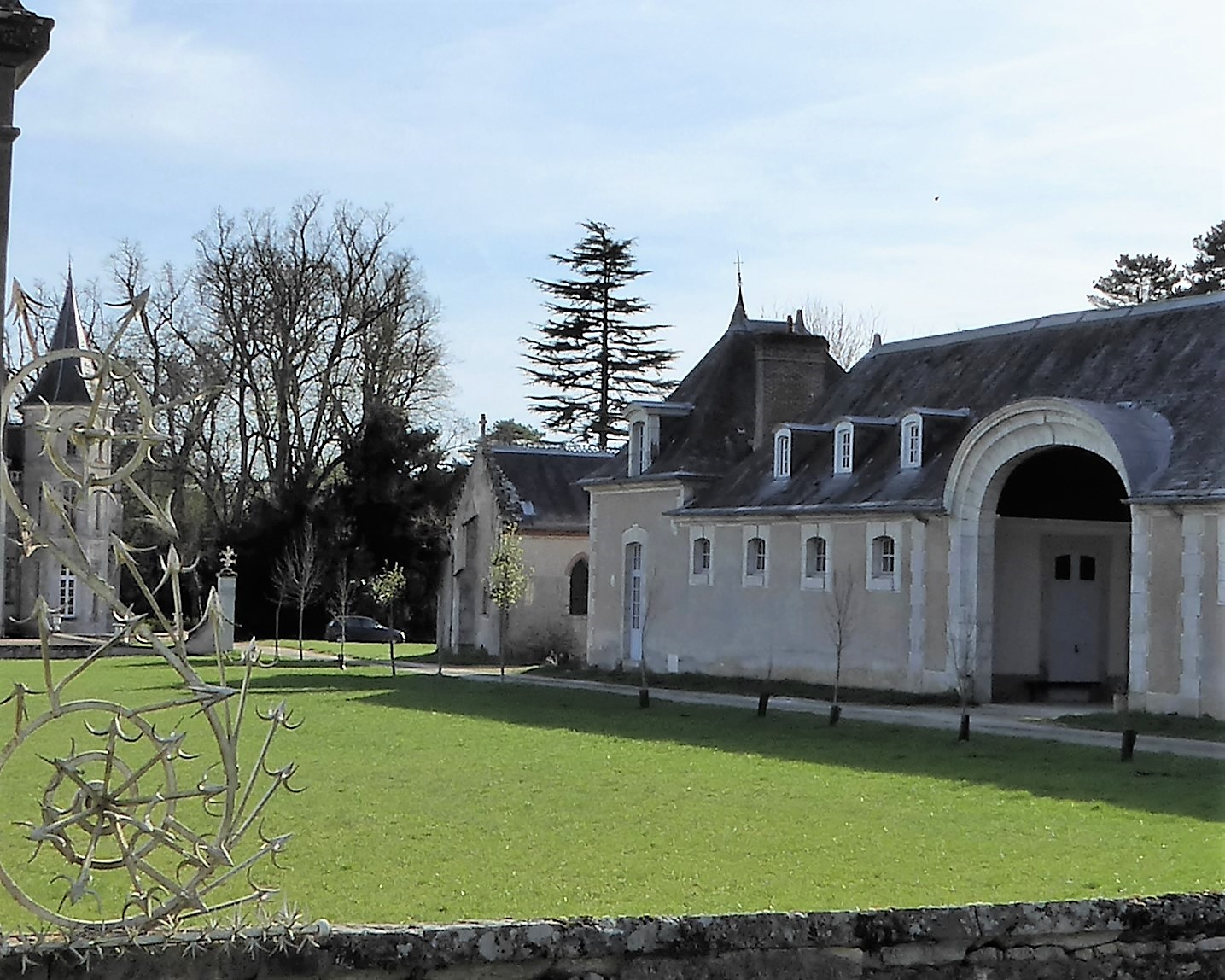
La chapelle Saint-Charles, à gauche des communs.

#### Monument aux morts
Devant le monument aux morts, un arbre célébrant le cinquantenaire du retour des camps est planté en 1995.

Lieux et monuments
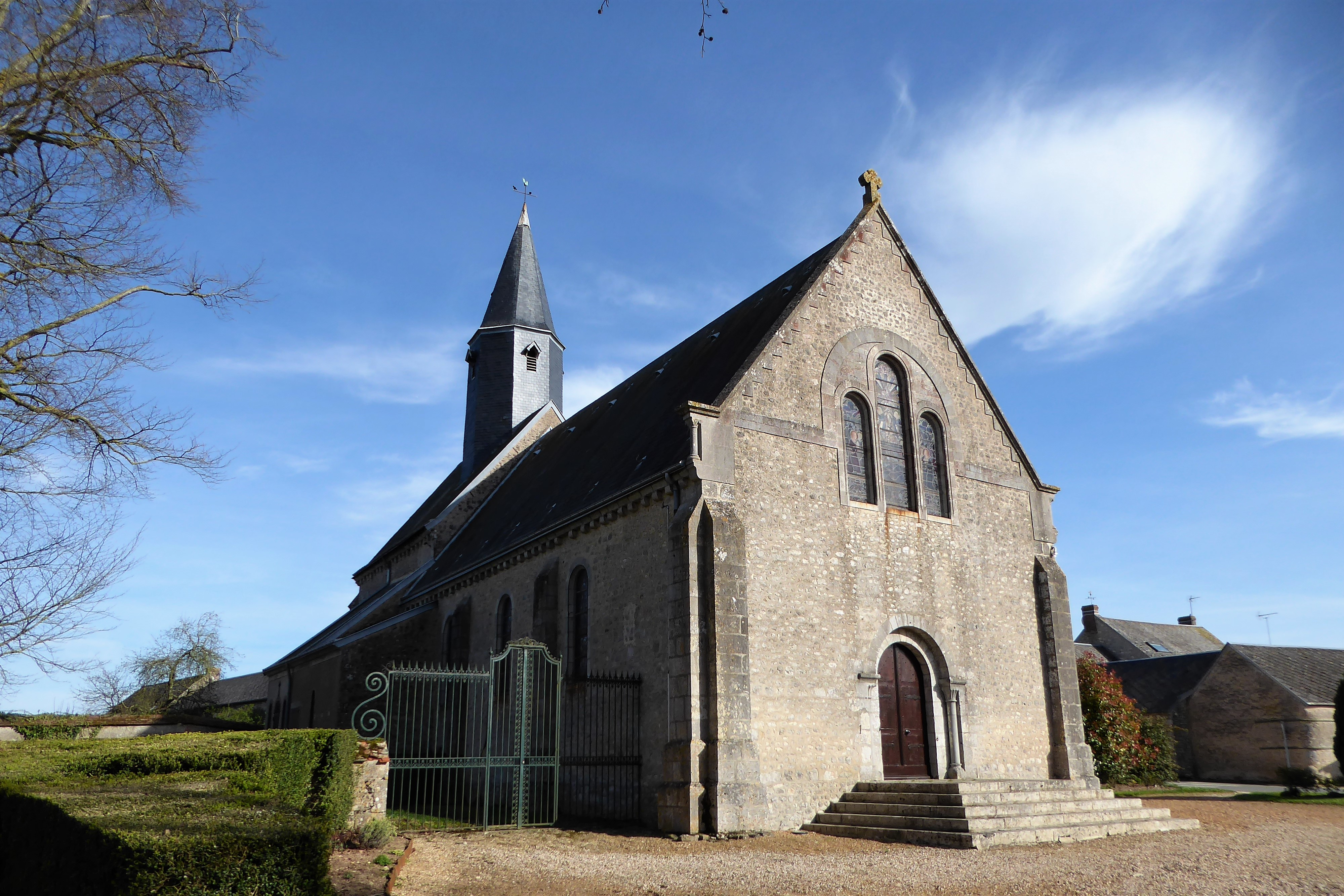
Mur nord et façade ouest de l'église Saint-Pierre.
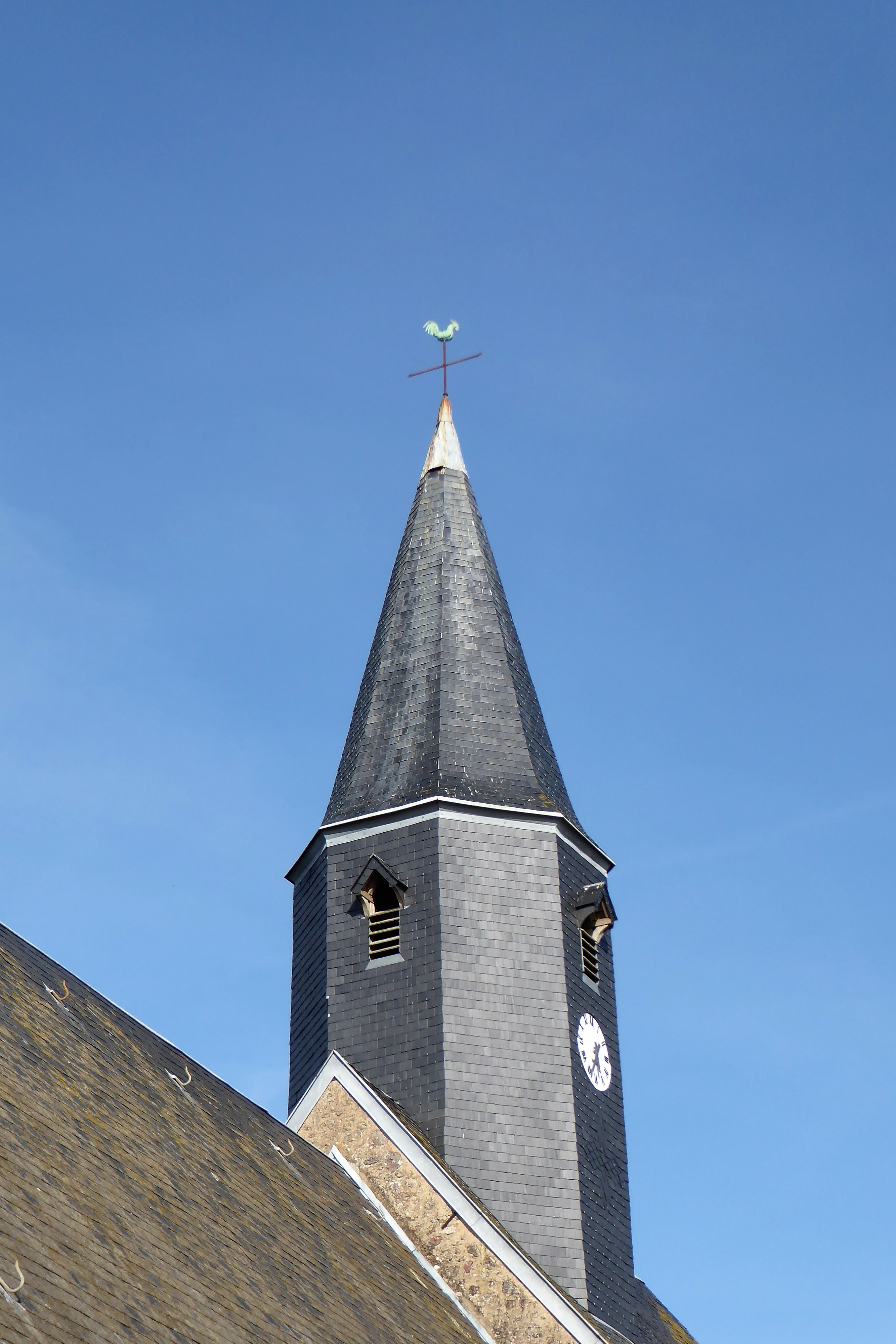
Clocher et coq de l'église.
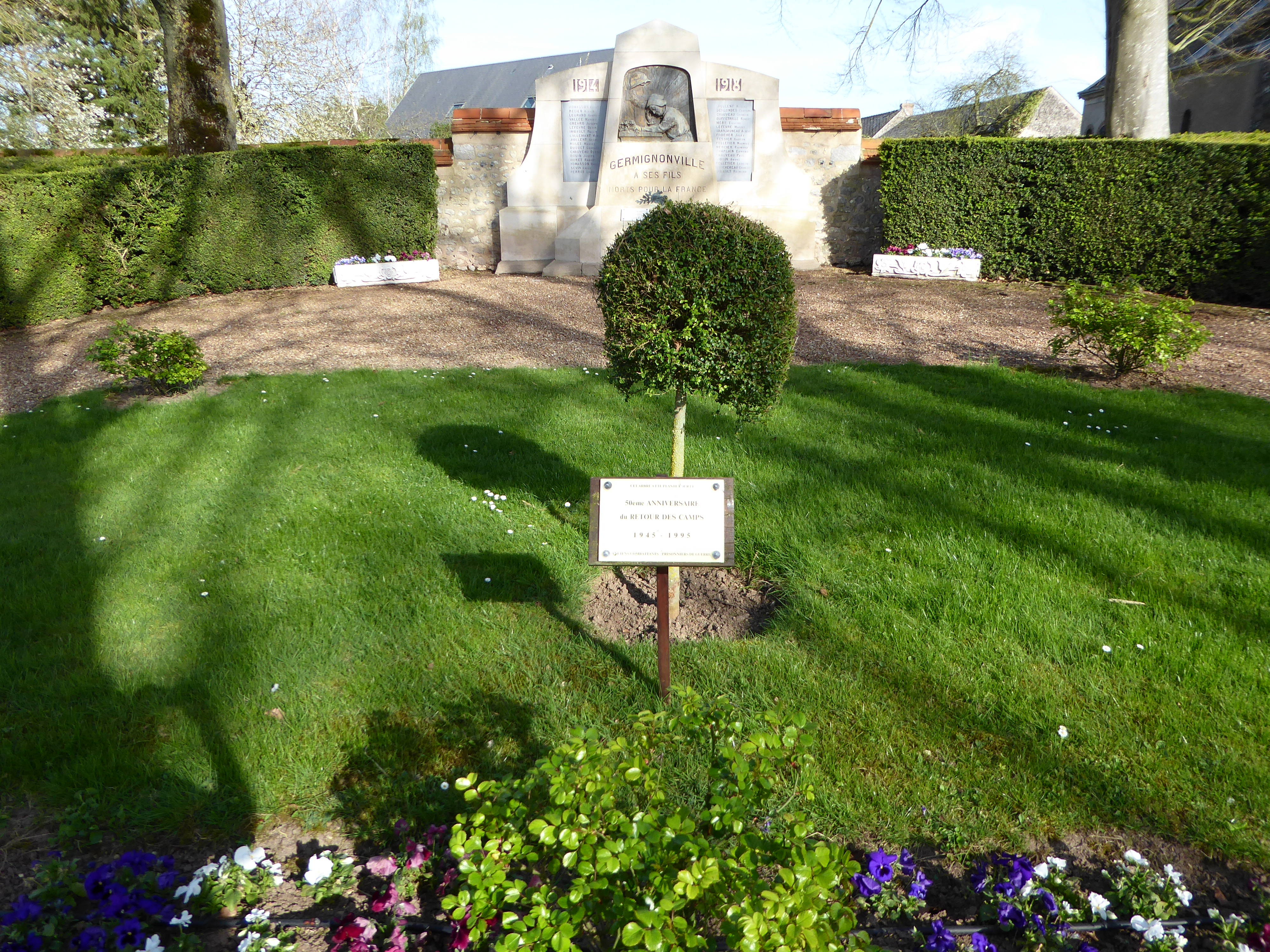
Arbre du cinquantenaire du retour des camps (1995) et monument aux morts.

### Personnalités liées à la commune
Outre les seigneurs tels que Lazare de Chartres, dame de Germignonville[réf. nécessaire], ou la noble famille Lambert de Cambray qui habite toujours la commune en son château[Quand ?], le personnage historiquement connu de Germignonville est Simon Lavo, né à Germignonville en 1755, chirurgien major de la marine, affecté à l'expédition de Lapérouse, qui mourut vraisemblablement lors des naufrages de La Boussole et de l'Astrolabe, les deux navires de l'expédition.
En avril 2007, Alain Denizet, professeur agrégé d'histoire et géographie, publie l'histoire d'Aubin Denizet (1798-1854), modeste propriétaire-exploitant à Germignonville, aux éditions Centrelivres, sous le titre : Au cœur de la Beauce. Enquête sur un paysan sans histoire. Avec cet ouvrage, l'auteur a été lauréat du prix du manuscrit du Pays Dunois en 2006.

### Contes et légendes
C'est à Germignonville que se déroule le conte de La vieille qui savait d'avance.